# یواس‌سی‌جی‌سی هولی‌هاک (دبلیوال‌بی-۲۱۴)
یواس‌سی‌جی‌سی هولی‌هاک (دبلیوال‌بی-۲۱۴) (به انگلیسی: USCGC Hollyhock (WLB-214)) یک کشتی است که طول آن ۲۲۵ فوت (۶۹ متر) می‌باشد. این کشتی در سال ۲۰۰۳ ساخته شد.